# Mátyás Temlin
Mátyás Temlin († Lutherstadt Wittenberg, 25. maj, 1746.) madžarski pisatelj in zdravnik, slovenskega rodu in se je rodil v Slovenski okroglini (danes je Prekmurje in Porabje), v Železni županiji. V Prekmurju zdaj tudi živijo družine Temlin. Franc Temlin je napisal prvo prekmursko knjigo leta 1715, ampak ni bil sorodnik Mátyása Temlina.
Temlin 10. oktobra, leta 1734 se je napisal na Univerzi v Wittenbergu, kjer je ustanovljal štipendijo na svojem imenu. Leta 1734 je napisal delo De catarrhis asylo ignorantiae. (Vitembergae, 1734.)